# Martujuan
Martujuan is een bestuurslaag in het regentschap Padang Lawas Utara van de provincie Noord-Sumatra, Indonesië. Martujuan telt 512 inwoners (volkstelling 2010).